# Ена, Василий Георгиевич
Василий Георгиевич Ена (27 марта 1924, Симферополь — 13 мая 2013, Симферополь) — советский и украинский географ, ландшафтовед. Кандидат географических наук, профессор. Долгое время работал в Симферопольском государственном университете. Член  Географического общества СССР. Отец учёных ботаника Андрея Васильевича Ены  и географа Александра Васильевича Ены.

## Биография
Родился 27 марта 1924 года в Симферополе. Ветеран Великой Отечественной войны. 
В 1950 году окончил географический факультет Крымского государственного педагогического института. В 1958 году обучался в аспирантуре МГУ имени М. В. Ломоносова. В 1962 году во Львовском государственном университете защитил кандидатскую диссертацию «Природно-географическое районирование и ландшафтная характеристика Крымского полуострова (с определением направлений рационального хозяйственного использования)».
С 1958 года ассистент, позднее доцент Крымского педагогического института (в 1972 году он был преобразован в Симферопольский государственный университет (СГУ), в 1999 году – в Таврический национальный университет им. В. И. Вернадского). В 1965–1987 годах выполнял обязанности проректора по учебной работе. В 1972–1987 годах – заведующий кафедрой общего землеведения СГУ. Звание профессора присвоено в 1994 году. Скончался 13 мая 2013 года.
Был сотрудником и членом многих научных ассоциаций и изданий. Член редакционных коллегий «Украинского географического журнала», «Географической энциклопедии Украины», «Природа»; член Ученого совета Географического общества СССР (1985–1995); председатель Крымского отдела Украинского географического общества (с 1994).

## Семья
Дети:
- Ена Андрей Васильевич (10 декабря 1958, Симферополь) — советский, украинский и российский ученый-ботаник. Доктор биологических наук, заведующий кафедрой фитодизайна и ботаники Южного филиала Национального университета биоресурсов и природопользования Украины «Крымский агротехнологический университет». Член Научного Совета по проблемам ботаники и микологии НАН Украины, член-корреспондент Крымской Академии наук[4].
- Ена Александр Васильевич – доцент кафедры естественно-математических дисциплин Крымского республиканского института последипломного педагогического образования, кандидат географических наук. Член-корреспондент Крымской академии наук[5].

## Награды и звания
Орден Отечественной войны I степени, медаль «За боевые заслуги», медаль «За доблестный труд в Великой Отечественной войне», медаль «За победу над Германией в Великой Отечественной войне».
Академик Крымской академии наук (1994), медаль имени П. П. Семенова-Тян-Шанского, медаль им. А.С. Макаренко; заслуженный работник народного образования Украины (1993) и Автономной Республики Крым (1999); дважды лауреат премии Совета Министров АРК (1997, 2000),  премия им. В. И. Вернадского (2005).